# Juan Antonio Almela
Juan Antonio Almela y Llonet (Valencia, 18 de mayo de 1810-ibídem, 24 de febrero de 1897) fue un escritor y periodista español.

## Biografía
Cursó sus primeros estudios con los jesuitas Valencia. Desde muy joven, su padre, que era jefe de Hacienda, le dedicó a su misma carrera, en la que permaneció muchos años.
En Valencia colaboró en el periódico literario El Fénix y en El Liceo Valenciano —órgano del liceo del mismo nombre, del que fue socio—, perteneciendo a las secciones de Literatura y de Declamación. Llegó a ser secretario general de la corporación, y después vicepresidente de la misma, vicepresidente de la sección de Ciencias y Literatura, y presidente de la de Declamación.
Se trasladó a Madrid y en 1855 fue colaborador de la revista El Museo Universal, que publicaba la casa editorial de Gaspar y Roig. Con el seudónimo de «Julio Febrero», Almela fue asimismo uno de los colaboradores más asiduos de El Pensamiento de Valencia, periódico «neocatólico» dirigido por Antonio Aparisi y Guijarro, pariente y amigo íntimo suyo.
Siendo jefe de Hacienda en la Dirección general de rentas estancadas, en 1864 pidió la cesantía, y después de haber servido hasta 1868 a varias empresas particulares, se dedicó plenamente al periodismo.
Durante el Sexenio Revolucionario fundó y dirigió el periódico satírico La Mano Oculta (1869), que tuvo corta duración, y fue redactor del periódico tradicionalista La Regeneración, que dirigía Antonio Juan Vildósola. Cuando este dejó el cargo, quedó Almela de director por espacio de dos años, hasta que volvió a adquirir la propiedad del periódico el conde de Canga Arguelles, con quien Almela siguió en clase de primer redactor.
Al ser coronado Amadeo de Saboya, Almela publicó en La Regeneración un artículo-protesta en el que calificaba a Don Amadeo de «hijo de un excomulgado» e «hijo del carcelero del Papa y verdugo del catolicismo», por el que fue condenado por injurias y encarcelado durante aproximadamente un año. Continuó después como redactor hasta que el gobierno suprimió la publicación del diario en 1874, tras el golpe de Estado de Pavía. Ese mismo año dirigiría otro periódico titulado primeramente El Correo de Madrid y después El Correo de España.
Después de la guerra de 1872-1876, siguió colaborando con la prensa carlista, siendo redactor de los periódicos madrileños La Fé y El Fénix, y de los valencianos El Zuavo y El Almogávar. Partidario de la Unión Católica de Alejandro Pidal, en la década de 1880 reconoció a Alfonso XII y fue colaborador de los periódicos pidalinos La Unión y La Unión Católica. También colaboró en La Ilustración Católica.
Escribió obras literarias dramáticas y durante su juventud cultivó la poesía, obteniendo algunos premios, entre ellos una medalla de plata sobredorada, en el certamen de Valencia el año 1867, con motivo del Centenario de la Virgen de los Desamparados, y como premio de una oda a la Santa Patrona de los valencianos. También logró títulos al reconocimiento de Lo Rat Penat. Fue uno de los precursores de la llamada «renaixença valenciana», escribiendo varias composiciones en lengua valenciana.